# Zdzisław Nikodem

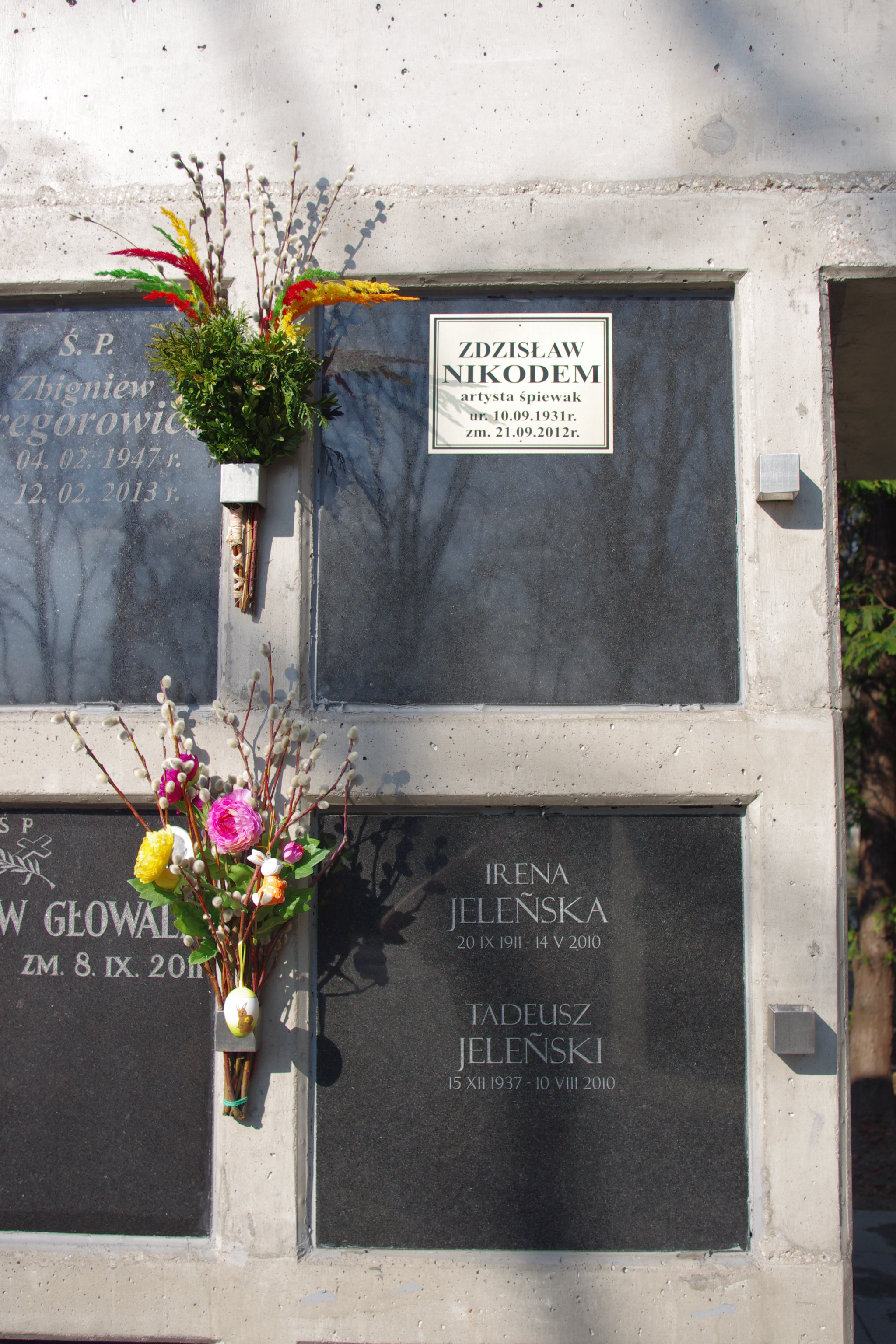
Grób śpiewaka Zdzisława Nikodema (1931-2012) na Wojskowych Powązkach w Warszawie

Zdzisław Nikodem (ur. 10 września 1931 w Kiwercach na Wołyniu, zm. 21 września 2012 w Warszawie) – polski śpiewak operowy, tenor.

## Kariera
W latach 1954–61 studiował w Państwowej Wyższej Szkole Muzycznej w Warszawie. Jeszcze w trakcie studiów podjął pracę w Operze Narodowej w Warszawie.
W 1957 roku po raz pierwszy wystąpił na scenie. Była to rola hrabiego Almaviva w Cyruliku sewilskim Gioacchino Rossiniego. W latach 1957–71 był solistą Opery Warszawskiej i Teatru Wielkiego w Warszawie.
Od 1961 roku występował również w Warszawskiej Operze Kameralnej. Karierę artystyczną zakończył w 2009 roku. W 2001 roku przyjął z rąk prezydenta Aleksandra Kwaśniewskiego Krzyż Oficerski Orderu Odrodzenia Polski. Pochowany na cmentarzu Powązki Wojskowe w Warszawie (kwatera B29 kolumb.-6-33).

## Osiągnięcia
Laureat polskich konkursów w Katowicach (1956) i w Warszawie (1958). Laureat konkursów międzynarodowych w Moskwie (1957) i w Tuluzie (1959).